# Soluna Samay
Soluna Samay, de son nom de naissance, Soluna Samay Kettel, née le 27 août 1990 à Guatemala, est une chanteuse danoise.

## Biographie
Elle grandit sur les rives du lac Atitlán, puis fait ses études à l'école américaine Robert Muller. 
Soluna s'installe au Danemark en 2000, lorsque ses parents achètent une petite ferme sur l'île de Bornholm.
Elle est multilingue, parlant couramment anglais, danois, espagnol et allemand.
Soluna Samay commence sa carrière à l'âge de 5 ans, quand elle rejoint son père à la batterie et commence à chanter peu après. 
À l'âge de 10 ans, elle joue de la basse électrique puis, à 16 ans, de la contrebasse. 
Soluna apprend la guitare et écrit ses premières chansons vers l'âge de 12 ans.
Avec ses parents elle passe ses étés en tournée, où joue de la musique dans les rues des villes d'Europe, et ses hivers au Guatemala. 
En 2011, elle sort un album, Sing Out Loud, et 2 singles, Two Seconds Ago et Everything You Do.
En 2012, elle est choisie pour représenter son pays au Concours Eurovision de la chanson 2012 à Bakou, en Azerbaïdjan avec la chanson Should've Known Better  (J'aurais dû mieux savoir) où elle termine 23e.
Le 18 juin 2012, elle présente son quatrième single, Come Again (The Quetzal) avec des sonorités latine et un couplet en espagnol.